# Стереофотограмметричні прилади
Стереофотограмметричні прилади (стереофотограмметрические приборы, stereophotogrammetric instruments; stereogrammmetrische Geräte n pl) – прилади, які дають можливість виконувати стереоскопічні вимірювання з метою визначення розмірів, форми та просторового положення сфотографованих об’єктів. 
Основні частини кожного С.п.: знімкоутримувач, спостережна система, за допомогою якої спостерігають стереоефект, вимірювальні марки. При вимірах на С.п. оператор послідовно стереоскопічно суміщає марку з точками зображення і фіксує їх положення графічно, по лічильниках, або вони автоматично реєструються (на дискету, магнітну стрічку і ін.). Найбільш поширені універсальні С.п., пристрій яких забезпечує можливість виконання на одному приладі всього комплексу технологічних процесів, необхідних для одержання геометричних характеристик досліджуваних об'єктів. В гірництві поширені при обробці маркшейдерських фотограмметричних зйомок кар’єрів.
У медицині застосовується рентгенівська стереофотограмметрія.